# Bergepanzer 2
El vehículo de recuperación blindado Bergepanzer 2 es un blindado de recuperación realizado sobre la base de la plataforma del tanque Leopard 1, usado en el periodo 1965 - 1983, al ser sustituido por el Bergepanzer 3, basado a su vez en la estructura y componentes mecánicos del carro de combate Leopard 2.

## Historia
El Bergepanzer 2 es el primer desarrollo local alemán para un vehículo de recuperación, el cual presentó una solución sin precedentes en el mundo occidental: el uso de un chasis de tanque sin cambios mecánicos de relevancia, de tal manera que pudiese ser usado en varias configuraciones, pero que retuviera elementos imprescindibles en combate para varios blindados con los que compartiese las partes requeridas para su puesta en servicio en caso de avería, simplificando así la logística en combate, y ante la cercana amenaza del prominente ataque proveniente desde su más cercano adversario en esa entonces, la cortina de hierro; le hacían una solución económica y valedera ante tal entorno.
Desarrollados sus primeros prototipos en 1963, oficialmente se desplegó en 1965, pero ante las constantes mejoras hechas a su tanque madre, el Leopard 1; se le cambia su mecánica y sus sistemas de defensa, así como se le mejora el blindaje, presentado todo ello en una variante altamente modificada y designada posteriormente como Bergepanzer 2A1. Tras varias pruebas en las que se detectan defectos subsecuentes de una muy débil motorización, le hacen adoptar un propulsor mucho más eficaz, esta variante será redesignada como Bergepanzer 2A2.

## Características

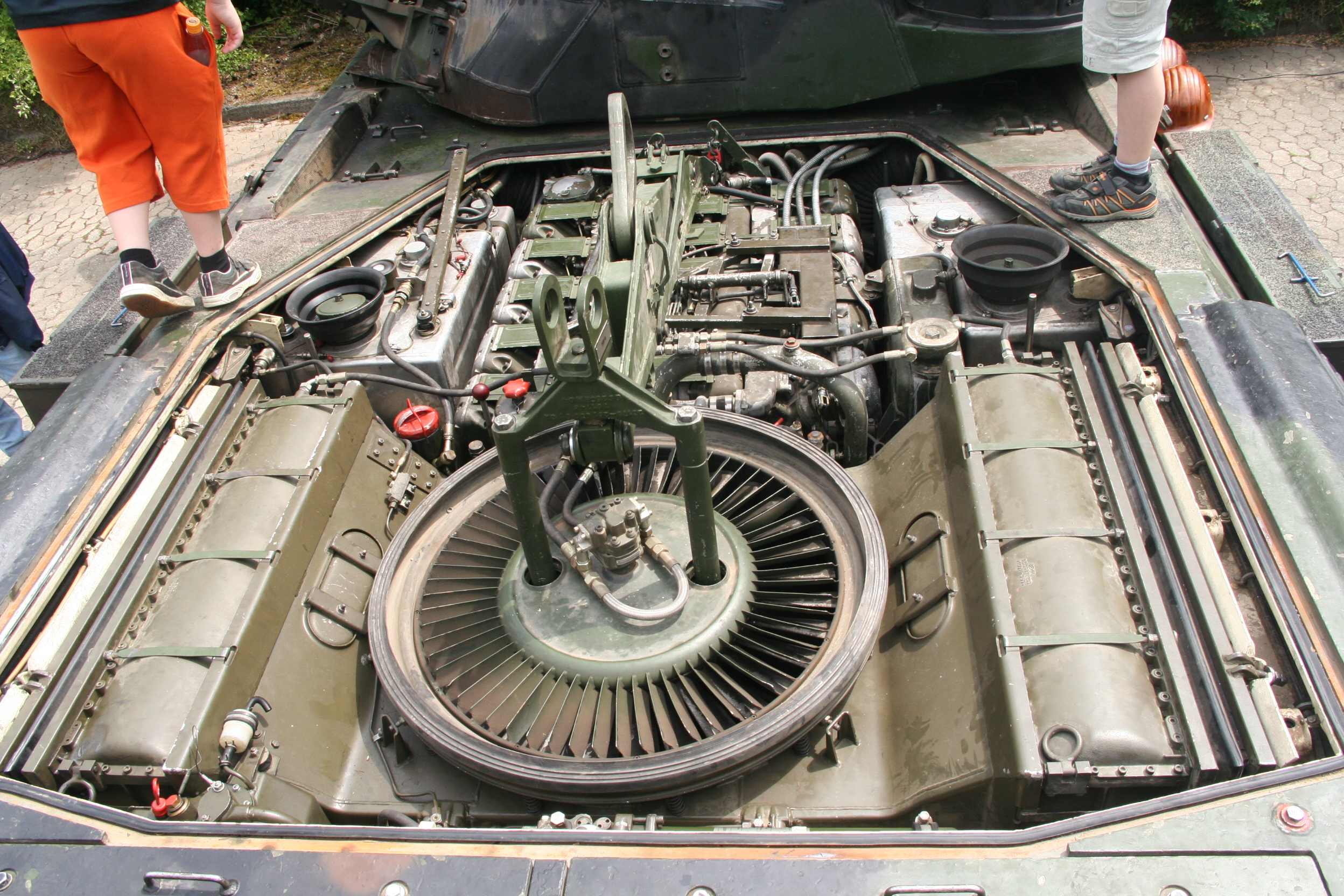
Motor usado en la serie de tanques modificados del Leopard 1, que cuenta con una turbina refrigerante, en primer plano; donde luego los gases del escape se quedan con una mezcla de aire fresco que va al turbocargador.

Sus características no difieren por mucho de las impuestas en el Leopard 1, salvo que en vez de portar una torreta artillada con un cañón Rheinmetall L57, porta un armamento muy ligero, como 2 ametralladoras MG3 de uso tanto antiaéreo como antimaterial, y una ametralladora G6 GPMG como arma de uso antipersonal, aparte del conjunto de tubos del lanzagranadas de 81 mm, un elemento compartido en uso con el también instalado en el Bpz 3. La maquinaria se compone de un brazo frontal autoportante, con una grúa con capacidad de tiro de hasta 43 t, y una de empuje de hasta 18,7 t; siendo muy reducido su desempeño a lo precisamente requerido por el ejército alemán.
| Tipo:                                                                                   | Vehículo de recuperación con cabina y grúa autoportante, adjuntada a una estructura sin torre, y en vez de ella se sitúa un conjunto de brazos y herramientas para la grúa. | Vehículo de recuperación con cabina y grúa autoportante, adjuntada a una estructura sin torre, y en vez de ella se sitúa un conjunto de brazos y herramientas para la grúa. | Vehículo de recuperación con cabina y grúa autoportante, adjuntada a una estructura sin torre, y en vez de ella se sitúa un conjunto de brazos y herramientas para la grúa. | Vehículo de recuperación con cabina y grúa autoportante, adjuntada a una estructura sin torre, y en vez de ella se sitúa un conjunto de brazos y herramientas para la grúa. | Vehículo de recuperación con cabina y grúa autoportante, adjuntada a una estructura sin torre, y en vez de ella se sitúa un conjunto de brazos y herramientas para la grúa. | Vehículo de recuperación con cabina y grúa autoportante, adjuntada a una estructura sin torre, y en vez de ella se sitúa un conjunto de brazos y herramientas para la grúa. | Vehículo de recuperación con cabina y grúa autoportante, adjuntada a una estructura sin torre, y en vez de ella se sitúa un conjunto de brazos y herramientas para la grúa. | Vehículo de recuperación con cabina y grúa autoportante, adjuntada a una estructura sin torre, y en vez de ella se sitúa un conjunto de brazos y herramientas para la grúa. | Vehículo de recuperación con cabina y grúa autoportante, adjuntada a una estructura sin torre, y en vez de ella se sitúa un conjunto de brazos y herramientas para la grúa. | Vehículo de recuperación con cabina y grúa autoportante, adjuntada a una estructura sin torre, y en vez de ella se sitúa un conjunto de brazos y herramientas para la grúa. |                                                                                   |                                                                                   |                                                                                   |
| Tripulación:                                                                            | 4 | 4 | 4 | 4 | 4 | 4 | 4 | 4 | 4 | 4 |                                                                                   |                                                                                   |                                                                                   |
| Motor:                                                                                  | MTU MB-838 CaM-500, 10 Cilindros de tipo Motor policarburante - Diésel | MTU MB-838 CaM-500, 10 Cilindros de tipo Motor policarburante - Diésel | MTU MB-838 CaM-500, 10 Cilindros de tipo Motor policarburante - Diésel | MTU MB-838 CaM-500, 10 Cilindros de tipo Motor policarburante - Diésel | MTU MB-838 CaM-500, 10 Cilindros de tipo Motor policarburante - Diésel | MTU MB-838 CaM-500, 10 Cilindros de tipo Motor policarburante - Diésel | MTU MB-838 CaM-500, 10 Cilindros de tipo Motor policarburante - Diésel | MTU MB-838 CaM-500, 10 Cilindros de tipo Motor policarburante - Diésel | MTU MB-838 CaM-500, 10 Cilindros de tipo Motor policarburante - Diésel | MTU MB-838 CaM-500, 10 Cilindros de tipo Motor policarburante - Diésel |                                                                                   |                                                                                   |                                                                                   |
| Cilindrada:                                                                             | 37.400 cm³ | 37.400 cm³ | 37.400 cm³ | 37.400 cm³ | 37.400 cm³ | 37.400 cm³ | 37.400 cm³ | 37.400 cm³ | 37.400 cm³ | 37.400 cm³ |                                                                                   |                                                                                   |                                                                                   |
| Potencia motora:                                                                        | 610 kW (830 PS) | 610 kW (830 PS) | 610 kW (830 PS) | 610 kW (830 PS) | 610 kW (830 PS) | 610 kW (830 PS) | 736 kW (1000 PS) 3300 Nm bei 1600 min-1 | | | |                                                                                   |                                                                                   |                                                                                   |
| Enfriamiento:                                                                           | Ventilador co-axial con termostato regulador. | Ventilador co-axial con termostato regulador. | Ventilador co-axial con termostato regulador. | Ventilador co-axial con termostato regulador. | Ventilador co-axial con termostato regulador. | Ventilador co-axial con termostato regulador. | Ventilador co-axial con termostato regulador. | Ventilador co-axial con termostato regulador. | Ventilador co-axial con termostato regulador. | Ventilador co-axial con termostato regulador. |                                                                                   |                                                                                   |                                                                                   |
| Caja de marchas:                                                                        | ZF 4-HP 250 de engranajes planetarios, de 250, y con cuatro marchas hacia adelante, dos en reversa.                                                                         | ZF 4-HP 250 de engranajes planetarios, de 250, y con cuatro marchas hacia adelante, dos en reversa.                                                                         | ZF 4-HP 250 de engranajes planetarios, de 250, y con cuatro marchas hacia adelante, dos en reversa.                                                                         | ZF 4-HP 250 de engranajes planetarios, de 250, y con cuatro marchas hacia adelante, dos en reversa.                                                                         | ZF 4-HP 250 de engranajes planetarios, de 250, y con cuatro marchas hacia adelante, dos en reversa.                                                                         | ZF 4-HP 250 de engranajes planetarios, de 250, y con cuatro marchas hacia adelante, dos en reversa.                                                                         | ZF 4-HP 250 de engranajes planetarios, de 250, y con cuatro marchas hacia adelante, dos en reversa.                                                                         | ZF 4-HP 250 de engranajes planetarios, de 250, y con cuatro marchas hacia adelante, dos en reversa.                                                                         | ZF 4-HP 250 de engranajes planetarios, de 250, y con cuatro marchas hacia adelante, dos en reversa.                                                                         | ZF 4-HP 250 de engranajes planetarios, de 250, y con cuatro marchas hacia adelante, dos en reversa.                                                                         |                                                                                   |                                                                                   |                                                                                   |
| Ejes de rodadura:                                                                       | Rines y piñones de retorno de hierro fundido, amortiguación de accionamiento en ballestas, y con siete rines de rodadura y cuatro rodillos de retorno.                      | Rines y piñones de retorno de hierro fundido, amortiguación de accionamiento en ballestas, y con siete rines de rodadura y cuatro rodillos de retorno.                      | Rines y piñones de retorno de hierro fundido, amortiguación de accionamiento en ballestas, y con siete rines de rodadura y cuatro rodillos de retorno.                      | Rines y piñones de retorno de hierro fundido, amortiguación de accionamiento en ballestas, y con siete rines de rodadura y cuatro rodillos de retorno.                      | Rines y piñones de retorno de hierro fundido, amortiguación de accionamiento en ballestas, y con siete rines de rodadura y cuatro rodillos de retorno.                      | Rines y piñones de retorno de hierro fundido, amortiguación de accionamiento en ballestas, y con siete rines de rodadura y cuatro rodillos de retorno.                      | Rines y piñones de retorno de hierro fundido, amortiguación de accionamiento hidráulico regulable, y con siete rines de rodadura y cuatro rodillos de retorno.              | | | |                                                                                   |                                                                                   |                                                                                   |
| Longitud total: de la pala/grúa/buldózer (en posición de tiro)                          | 7570 mm | 7980 mm | 7980 mm | 7680 mm | 7680 mm | 7680 mm | 8210 mm | 8210 mm | 8210 mm | 8210 mm | 8210 mm                                                                           | 8210 mm                                                                           | 8210 mm                                                                           |
| Anchura:                                                                                | 3250 mm | 3250 mm | 3250 mm | 3250 mm | 3250 mm | 3250 mm | 3250 mm | 3250 mm | 3250 mm | 3250 mm |                                                                                   |                                                                                   |                                                                                   |
| Altura:                                                                                 | 2695 mm | 2695 mm | 2695 mm | 2695 mm | 2695 mm | 2695 mm | 2.970 mm (con su cubierta superior). 3.271 mm (con la cubierta para el motor del Leopard 2 en la parte posterior).                                                          | | | |                                                                                   |                                                                                   |                                                                                   |
| Altura al suelo (pala, máxima):                                                         | 440 mm | 440 mm | 440 mm | 440 mm | 440 mm | 440 mm | 440 mm | 440 mm | 440 mm | 440 mm |                                                                                   |                                                                                   |                                                                                   |
| Capacidad de vadeo, máxima sin preparación (en milímetros):                             | 1200 mm | 1200 mm | 1200 mm | 1200 mm | 1200 mm | 1200 mm | 1200 mm | 1200 mm | 1200 mm | 1200 mm |                                                                                   |                                                                                   |                                                                                   |
| Capacidad de vadeo, máxima con preparación (en milímetros):                             | 2250 mm | 2250 mm | 2250 mm | 2250 mm | 2250 mm | 2250 mm | 2250 mm | 2250 mm | 2250 mm | 2250 mm |                                                                                   |                                                                                   |                                                                                   |
| Ancho del sistema de impulso bajo el agua, en modo vadeo:                               | 4000 mm | 4000 mm | 4000 mm | 4000 mm | 4000 mm | 4000 mm | 4000 mm | 4000 mm | 4000 mm | 4000 mm |                                                                                   |                                                                                   |                                                                                   |
| Capacidad de paso en trincheras:                                                        | 2500 mm | 2500 mm | 2500 mm | 2500 mm | 2500 mm | 2500 mm | 2500 mm | 2500 mm | 2500 mm | 2500 mm |                                                                                   |                                                                                   |                                                                                   |
| Capacidad de cruce y ascenso:                                                           | 1150 mm | 880 mm | 880 mm | 1000 mm | 1000 mm | 1000 mm | 880 mm | 880 mm | 880 mm | 880 mm | 880 mm                                                                            | 880 mm                                                                            | 880 mm                                                                            |
| Paso de pendientes (máximo, en º):                                                      | 60 % | 60 % | 60 % | 60 % | 60 % | 60 % | 60 % | 60 % | 60 % | 60 % |                                                                                   |                                                                                   |                                                                                   |
| Capacidad de cruce y paso de trincheras:                                                | 30 % | 30 % | 30 % | 30 % | 30 % | 30 % | 30 % | 30 % | 30 % | 30 % |                                                                                   |                                                                                   |                                                                                   |
| Peso en vacío:                                                                          | 39.200 kg | 40.200 kg | 40.200 kg | 39.980 kg | 39.980 kg | 39.980 kg | 47.000 kg | 47.000 kg | 47.000 kg | 47.000 kg | 47.000 kg                                                                         | 47.000 kg                                                                         | 47.000 kg                                                                         |
| Peso en combate:                                                                        | 39.800 kg | 40.800 kg | 40.800 kg | 40.600 kg | 40.600 kg | 40.600 kg | 54.000 kg (zgM 56.000 kg) | 54.000 kg (zgM 56.000 kg) | 54.000 kg (zgM 56.000 kg) | 54.000 kg (zgM 56.000 kg) | 54.000 kg (zgM 56.000 kg)                                                         | 54.000 kg (zgM 56.000 kg)                                                         | 54.000 kg (zgM 56.000 kg)                                                         |
| Velocidad máxima en operación:                                                          | 62 km/h | 62 km/h | 62 km/h | 62 km/h | 62 km/h | 62 km/h | 62 km/h | 62 km/h | 62 km/h | 62 km/h |                                                                                   |                                                                                   |                                                                                   |
| Cantidad de combustible:                                                                | 1550 l | 1410 l | 1410 l | 1550 l | 1550 l | 1550 l | - | - | - | - | -                                                                                 | -                                                                                 | -                                                                                 |
| Capacidad de consumo de combustible en prácticas en carretera, de acuerdo a normas TDV: | 840 kilómetros a 165 l/100 km | 650 kilómetros a 165 l/100 km | 650 kilómetros a 165 l/100 km | 840 kilómetros a 165 l/100 km | 840 kilómetros a 165 l/100 km | 840 kilómetros a 165 l/100 km | - | - | - | - | -                                                                                 | -                                                                                 | -                                                                                 |
| Autonomía y consumo de combustible en carretera, de acuerdo a normas TDV al conducir:   | 400 kilómetros (2A1) a 500 km con 300 l/100 km (unos 400 l/100 km consumo. Aunque se estudió, su uso como remolque no es muy acostumbrado; pero si posible)                 | 400 kilómetros (2A1) a 500 km con 300 l/100 km (unos 400 l/100 km consumo. Aunque se estudió, su uso como remolque no es muy acostumbrado; pero si posible)                 | 400 kilómetros (2A1) a 500 km con 300 l/100 km (unos 400 l/100 km consumo. Aunque se estudió, su uso como remolque no es muy acostumbrado; pero si posible)                 | 400 kilómetros (2A1) a 500 km con 300 l/100 km (unos 400 l/100 km consumo. Aunque se estudió, su uso como remolque no es muy acostumbrado; pero si posible)                 | 400 kilómetros (2A1) a 500 km con 300 l/100 km (unos 400 l/100 km consumo. Aunque se estudió, su uso como remolque no es muy acostumbrado; pero si posible)                 | 400 kilómetros (2A1) a 500 km con 300 l/100 km (unos 400 l/100 km consumo. Aunque se estudió, su uso como remolque no es muy acostumbrado; pero si posible)                 | - | - | - | - | -                                                                                 | -                                                                                 | -                                                                                 |
| Radio de giro:                                                                          | 496 cm | 496 cm | 496 cm | 496 cm | 496 cm | 496 cm | 496 cm | 496 cm | 496 cm | 496 cm |                                                                                   |                                                                                   |                                                                                   |
| Ancho hoja de Buldózer:                                                                 | 3250 mm | 3250 mm (3.750 mm con extensión) | 3250 mm (3.750 mm con extensión) | 3250 mm | 3250 mm | 3250 mm | 3250 mm (3.750 mm con extensión) | 3250 mm (3.750 mm con extensión) | 3250 mm (3.750 mm con extensión) | 3250 mm (3.750 mm con extensión) | 3250 mm (3.750 mm con extensión)                                                  | 3250 mm (3.750 mm con extensión)                                                  | 3250 mm (3.750 mm con extensión)                                                  |
| Altura hoja de Buldózer:                                                                | 591 mm | 995 mm | 995 mm | 591 mm | 591 mm | 591 mm | 995 mm | 995 mm | 995 mm | 995 mm | 995 mm                                                                            | 995 mm                                                                            | 995 mm                                                                            |
| Armamento:                                                                              | 2 ametralladoras MG3, calibre 7,62 x 51 mm más una C6 GPMG armas de uso tanto como antiaérea como cañón principal, 8 tubos lanzagranadas                                    | 2 ametralladoras MG3, calibre 7,62 x 51 mm más una C6 GPMG armas de uso tanto como antiaérea como cañón principal, 8 tubos lanzagranadas                                    | 2 ametralladoras MG3, calibre 7,62 x 51 mm más una C6 GPMG armas de uso tanto como antiaérea como cañón principal, 8 tubos lanzagranadas                                    | 2 ametralladoras MG3, calibre 7,62 x 51 mm más una C6 GPMG armas de uso tanto como antiaérea como cañón principal, 8 tubos lanzagranadas                                    | 2 ametralladoras MG3, calibre 7,62 x 51 mm más una C6 GPMG armas de uso tanto como antiaérea como cañón principal, 8 tubos lanzagranadas                                    | 2 ametralladoras MG3, calibre 7,62 x 51 mm más una C6 GPMG armas de uso tanto como antiaérea como cañón principal, 8 tubos lanzagranadas                                    | 10 tubos lanzagranadas, el conjunto de armas varía dependiendo del usuario final.                                                                                           | 10 tubos lanzagranadas, el conjunto de armas varía dependiendo del usuario final.                                                                                           | 10 tubos lanzagranadas, el conjunto de armas varía dependiendo del usuario final.                                                                                           | 10 tubos lanzagranadas, el conjunto de armas varía dependiendo del usuario final.                                                                                           | 10 tubos lanzagranadas, el conjunto de armas varía dependiendo del usuario final. | 10 tubos lanzagranadas, el conjunto de armas varía dependiendo del usuario final. | 10 tubos lanzagranadas, el conjunto de armas varía dependiendo del usuario final. |
| Munición:                                                                               | 4250 cartuchos del calibre 7,62 estándar MG3 | 4250 cartuchos del calibre 7,62 estándar MG3 | 4250 cartuchos del calibre 7,62 estándar MG3 | 4250 cartuchos del calibre 7,62 estándar MG3 | 4250 cartuchos del calibre 7,62 estándar MG3 | 4250 cartuchos del calibre 7,62 estándar MG3 | - | - | - | - | -                                                                                 | -                                                                                 | -                                                                                 |

## Variantes
- Bergepanzer 2 (de tipo estándar) - Serie de vehículos del 1.er lote de producción,
- Bergepanzer 2A1/Pionierpanzer 1 - Serie de vehículos del 2.º lote de producción; preparados específicamente para los ingenieros militares,
- Bergepanzer 2A2 (LS) - Contrato del 3.er lote de producción, versiones actualizadas,
- Bergepanzer 2A2 ETS (LS) - Contrato del 3.er lote de producción, con controles electro-hidráulicos mejorados,
- Bergepanzer 2000 - Versiones mejoradas y modernizadas por FFG,
- Bergepanzer Wisent (Bisón) - Desarrollo de FFG, en cooperación con las fuerzas armadas danesas sobre la base de la serie de vehículos recuperación Bergepanzer 2 con un mejor blindaje y protección. Según el fabricante, el vehículo es capaz de toar y de recuperar un Leopard 2 sin complicaciones.[7]

### Variantes deFFG
El Bergepanzer 2000 es una versión modernizada del Bergepanzer 2 de la empresa Flensburger Fahrzeugbau mbH. La actualización incluye nuevos sistemas hidráulicos, de control de la grúa y la misma fue mejorada, con la inclusión de un sistema de control electrónico, la optimización de los sistemas de los inyectores de combustible, un sistema hidráulico de operación en caso de emergencia y otros equipos de seguridad para la grúa y la operación de limpieza de minas.

## Usuarios[8]
- Alemania - 340
- Australia - 6
- Brasil - 2
- Bélgica - 36
- Canadá - 9
- Chile - 10
- Dinamarca - 1
- Ecuador - 2
- Grecia - 50
- Italia - 137
- Países Bajos - 52
- Polonia - 10
- Turquía - 3

### Desarrollos relacionados
- Leopard 1
- / Bergepanzer 1
- // Bergepanzer 3

### Artículos similares
- Nakpadon
- Nagmashot
- Nemera
- M88 ARV
- BREM-84 Atlet
- BREM
- BREM-1
- BREM-80UD
- WZT-1
- WZT-2
- WZT-3
- WZT-4
- VIU-55 Munja

### Videos
- Video sobre el Bergepanzer 2 (audio en alemán).

- Datos: Q819559
- Multimedia: Bergepanzer 2 / Q819559